# 1 jeune 1 solution
1 jeune 1 solution est un plan du gouvernement Jean Castex visant à favoriser l'emploi des jeunes de 16 à 25 ans, par la voie de contrats aidés favorisant notamment des stages en alternance.
Un partenariat avec le site Pôle emploi (devenu France Travail) permet aux utilisateurs de postuler aux offres de recrutement directement depuis le site internet et d'accéder à différents contenus.